# 石橋有希子
石橋 有希子（いしばし ゆきこ）は、日本の女性アニメーター、キャラクターデザイナー。

## 参加作品

### テレビアニメ
1996年
- 名探偵コナン（1996年 - 、原画）

1997年
- 超特急ヒカリアン（1997年 - 2000年、動画）

1998年
- MASTERキートン（1998年 - 1999年、動画）

1999年
- To Heart（動画）

2000年
- はじめの一歩（2000年 - 2002年、原画）

2001年
- こみっくパーティー（原画）
- Z.O.E Dolores, i（原画）
- ちっちゃな雪使いシュガー（2001年 - 2002年、原画）
- カスミン（2001年 - 2002年、原画）

2002年
- りぜるまいん（原画）
- ぴたテン（原画）
- 円盤皇女ワるきゅーレ（原画）
- ギャラクシーエンジェルAA（2002年 - 2003年、作画監督）
- ポケットモンスター アドバンスジェネレーション（2002年 - 2006年、原画）

2003年
- 妄想科学シリーズ ワンダバスタイル（原画）
- 成恵の世界（作画監督）
- 円盤皇女ワるきゅーレ 十二月の夜想曲（作画監督）

2004年
- 神無月の巫女（作画監督・原画）
- 超変身コス∞プレイヤー（作画監督）
- 勇午 〜交渉人〜 パキスタン編（原画）
- ヒットをねらえ!（作画監督）
- LOVE♥LOVE?（作画監督）

2005年
- ふしぎ星の☆ふたご姫（作画監督）
- D.C.S.S. 〜ダ・カーポ セカンドシーズン〜（OP原画）

2006年
- 落語天女おゆい（作画監督）
- パピヨンローゼ New Season（作画監督）
- ふしぎ星の☆ふたご姫 Gyu!（2006年 - 2007年、原画）
- 桜蘭高校ホスト部（原画）
- ラブゲッCHU 〜ミラクル声優白書〜（作画監督）
- .hack//Roots（原画）
- 獣王星（原画）
- 金色のコルダ〜primo passo〜（2006年 - 2007年、原画・OP原画）
- 天保異聞 妖奇士（2006年 - 2007年、原画）
- 乙女はお姉さまに恋してる（原画）

2007年
- 京四郎と永遠の空（作画監督・原画）
- かみちゃまかりん（総作画監督・作画監督・OP作画監督・ED作画監督）
- DARKER THAN BLACK -黒の契約者-（原画）
- D.C.II 〜ダ・カーポII〜（原画）
- School Days（OP原画）
- 機動戦士ガンダム00（原画）
- げんしけん2（総作画監督・作画監督）

2008年
- 全力ウサギ（原画）
- D.C.II S.S. 〜ダ・カーポII セカンドシーズン〜（OP原画、原画）
- S・A〜スペシャル・エー〜（原画）
- 二十面相の娘（原画）
- 一騎当千 Great Guardians（原画）
- 無限の住人（原画）
- 機動戦士ガンダム00 セカンドシーズン（2008年 - 2009年、原画）
- 恋姫†無双（作画監督・原画）
- しゅごキャラ!!どきっ（2008年 - 2009年、作画監督）
- まかでみ・WAっしょい!（作画監督補佐）
- スキップ・ビート!（2008年 - 2009年、ED原画）
- 伯爵と妖精（原画）

2009年
- クイーンズブレイド 流浪の戦士（総作画監督・作画監督・OP作画監督）
- クイーンズブレイド 玉座を継ぐ者（総作画監督・作画監督・原画）

2010年
- kiss×sis（OP原画）
- バトルスピリッツ ブレイヴ（2010年 - 2011年、OP原画）
- ヨスガノソラ（OP原画）

2011年
- SKET DANCE（2011年 - 2012年、原画）
- ロウきゅーぶ!（作画監督・作画監督補佐）

2012年
- 男子高校生の日常（OP原画）
- クイーンズブレイド リベリオン（キャラクターデザイン・作画監督）
- アクセル・ワールド（キャラクター作画監督・原画・ED原画）
- DOG DAYS'（ミュージックパート原画）
- 薄桜鬼 黎明録（作画監督）

2013年
- RDG レッドデータガール（原画）
- 百花繚乱 サムライブライド（作画監督）
- 革命機ヴァルヴレイヴ（OP原画）
- ロウきゅーぶ!SS（プロップデザイン・ED作画監督・ED原画・SNS作画監督・SNS原画）
- ガイストクラッシャー（2013年 - 2014年、キャラクターデザイン・総作画監督・OP作画監督・ED作画監督）

2015年
- 牙狼-GARO- -炎の刻印-（作画監督）
- レーカン!（総作画監督・作画監督）

2016年
- 少女たちは荒野を目指す（プロップデザイン）
- 不機嫌なモノノケ庵（総作画監督）
- パズドラクロス（作画監督）

2017年
- エルドライブ【ēlDLIVE】（OP原画）
- sin 七つの大罪（作画監督）

2022年
- 鬼滅の刃 遊郭編（原画）

2023年
- 鬼滅の刃 刀鍛冶の里編（作画監督）

### 劇場アニメ
- 劇場版 機動戦士ガンダム00 -A wakening of the Trailblazer-（2010年、原画）
- 劇場版 鬼滅の刃 無限城編 第一章 猗窩座再来（2025年、作画監督・原画）

### OVA
- 思春期美少女合体ロボ ジーマイン（1999年、動画）
- SeptemCharm まじかるカナン（2000年 - 2001年、原画）※18禁
- 顔のない月 -No Surface Moon THE ANIMATION-（2001年 - 2004年、原画）※18禁
- 円盤皇女ワるきゅーレ 星霊節の花嫁（2005年、作画監督）
- 円盤皇女ワるきゅーレ 時と夢と銀河の宴（2006年、作画監督）
- School Days 「Valentine Days」（2008年、作画監督）
- リゾートBOIN（2008年 - 2009年、原画）※18禁
- クイーンズブレイド 美しき闘士たち（2010年 - 2011年、作画監督）
- 眼鏡なカノジョ（2010年、キャラクターデザイン・総作画監督・作画監督）
- 一騎当千 集鍔闘士血風録（2012年、総作画監督・作画監督）